# Fogelbo House
 (juillet 2020).
La Fogelbo House est une maison américaine à Portland, dans le comté de Washington, dans l'Oregon. Construite entre 1938 et 1940, cette bâtisse en rondins de bois est inscrite au Registre national des lieux historiques depuis le 15 juillet 2020.